# Runar Filper
Runar Salvatore Toto Schillaci Filper, tidigare Sjöström, född Jan Runar Forslund 19 maj 1964 i Bromma församling i Stockholm, är en svensk politiker (sverigedemokrat). Han är ordinarie riksdagsledamot sedan 2014, invald för Värmlands läns valkrets sedan 2018 (dessförinnan Östergötlands läns valkrets 2014–2018).

## Karriär
Filper är ledamot av kommunfullmäktige i Sunne kommun sedan 2002. Han var Sverigedemokraternas distriktsordförande i Värmlands län 2002–2023.
Under åren 2010–2014 var Filper gruppledare i Värmlands läns landstingsfullmäktige.
Filper är riksdagsledamot sedan valet 2014. I riksdagen är Filper ledamot i kulturutskottet sedan 2022 och suppleant i miljö- och jordbruksutskottet. Han var ledamot i miljö- och jordbruksutskottet 2017–2022 samt har varit suppleant i bland annat justitieutskottet, konstitutionsutskottet och kulturutskottet.
Filper var ledamot av kyrkomötet 2014-2018.

## Vandel
Runar Filper är dömd för brott 16 gånger, senast 1994. Under 1980-talet och i början av 1990-talet dömdes han för misshandel, stöld och narkotikabrott med fängelse som påföljd.